# Marta Valiñas
Marta Valiñas es una abogada y jurista portuguesa experta en derechos humanos y especializada en justicia penal internacional, específicamente en delitos sexuales y de género. Ha trabajado como asesora legal en organizaciones no gubernamentales y como consultora para varias organizaciones internacionales. En 2019 fue designada por el Consejo de Derechos Humanos de las Naciones Unidas para presidir la Misión Independiente de Determinación de los Hechos sobre Venezuela, encargada de investigar abusos cometidos en el país desde 2014.

## Carrera
Valiñas obtuvo una licenciatura en derecho de la Universidad de Oporto y una maestría en derechos humanos y democratización. También ha sido Entre 2004 y 2008 fue investigadora académica en la Universidad de Lovaina sobre justicia transicional.
Valiñas ha trabajado como asesora legal en organizaciones no gubernamentales, incluyendo REDRESS en 2009, las iniciativas de las mujeres para la justicia de género entre 2013 y 2014, y en la Misión de la Organización para la Seguridad y la Cooperación en Europa (OSCE) en Bosnia y Herzegovina (2009-2013). También ha sido consultora para varias organizaciones internacionales, incluyendo UNICEF-IRC, ONU Mujeres, el Centro Internacional de Justicia Transicionl (ICTJ), la Sección de Género de la OSCE, y varias oportunidades para Justicia Respuesta Rápida. Posteriormente, entre 2014 y 2019, trabajó en uno de los equipos de investigación de la Oficina del Fiscal de la Corte Penal Internacional. Entre 2017 y 2019 Valiñas capacitó y asesoró a profesionales de derecho en las jurisdicciones nacionales de Guatemala y Colombia.
El 2 de diciembre de 2019, el Consejo de Derechos Humanos de las Naciones Unidas anunció que Valiñas presidiría la Misión Independiente de Determinación de los Hechos sobre Venezuela para investigar abusos cometidos en el país desde 2014. El 17 de septiembre de 2020 la Misión Internacional publicó un reporte describiendo ejecuciones extrajudiciales, desapariciones forzadas, detenciones arbitrarias. tortura y tratos crueles cometidos en Venezuela desde 2014. El 5 de octubre el Consejo de Derechos Humanos de las Naciones Unidas aprobó una resolución que extendió por dos años más el mandato de la Misión.